# Katholieke Kerk in Bangladesh

Bangladesh

De Katholieke Kerk in Bangladesh maakt deel uit van de wereldwijde Rooms-Katholieke Kerk, onder het leiderschap van de paus en de Curie. 
De aanwezigheid van het christendom in het Indisch subcontinent is ongeveer zo oud als het christendom zelf. Volgens de Traditie bracht de apostel Thomas het evangelie naar Kerala in de eerste eeuw van onze jaartelling (Thomaschristenen). In de 16e eeuw brachten de Portugezen de evangelisatie.
De bisschoppenconferentie van Bangladesh (CBCB) werd opgericht in 1971. De huidige voorzitter is Patrick D'Rozario, aartsbisschop-emeritus van Dhaka.
In november 1986 bezocht paus Johannes Paulus II Bangladesh.
Er waren anno 2016 ongeveer 221.000 katholieken in Bangladesh, meer dan 70 parochiekerken, 200 priesters, 50 broeders, 700 zusters en 1000 catechisten. In oktober 2019, tijdens de buitengewone missiemaand, werd door de katholieke kerk de 500e verjaardag van de komst van het christendom gevierd. Anno 2019 waren er meer dan 300.000 katholieken op een totale christelijke bevolking van ongeveer 600.000 in Bangladesh.
Apostolisch nuntius voor Bangladesh is sinds 13 augustus 2023 aartsbisschop Kevin Randall.

## Bisdommen
Het grondgebied van Bangladesh bestaat uit twee kerkprovincies met twee aartsbisdommen en zes suffragane bisdommen:
- Aartsbisdom Chattogram
  - Bisdom Barishal
  - Bisdom Khulna
- Aartsbisdom Dhaka
  - Bisdom Dinajpur
  - Bisdom Mymensingh
  - Bisdom Rajshahi
  - Bisdom Sylhet

## Katholiek onderwijs
Bangladesh heeft één katholieke universiteit: Notre Dame University Bangladesh, die opgericht werd door de Congregatie van het Heilig Kruis.